# CNX
CNX fue un canal de televisión por suscripción británico, operado por Cartoon Network Europe (Turner Broadcasting System Europe) que emitió entre 2002 y 2003. Era una señal derivada de Cartoon Network en el Reino Unido e Irlanda. Estaba dirigido a un público masculino, con programación diurna dirigida a niños y adolescentes (por lo general de 12 a 18 años de edad), y programación nocturna dirigida a adolescentes mayores y adultos jóvenes (de 17 a 34 años). El canal estaba en la sección 'Entretenimiento' de la guía de programas de Sky UK y también estaba disponible por cable.
La programación del canal se dividió entre una programación dirigida a adultos por las noches y una programación más enfocada a jóvenes en un bloque Toonami que se emitía gran parte del día. La estación transmitió principalmente anime, deportes extremos y dramas (principalmente series de acción/crimen como The Shield y Birds of Prey). Las películas transmitidas porel canal consistieron principalmente en películas de artes marciales, películas de anime y acción / drama.[cita requerida]
El canal cerró a la 1:00 a. m. del 8 de septiembre de 2003, sin lograr un año de transmisión. Un portavoz de Turner señaló que "el mercado de adultos está abarrotado y es competitivo". La señal fue reemplazada por un canal 24 horas de Toonami enfocada a espectadores aún más jóvenes.